# Route nationale 6 (Cameroun)
Pour les articles homonymes, voir Route nationale 6.
La route nationale 6 est une route camerounaise reliant Meidougou (RN 1) à Ekok (frontière du Nigeria) en passant par Ngaoundal, Tibati, Banyo, Foumban, Bafoussam, Bamenda et Mamfé. Sa longueur est de 967 km,.
Elle n'est bitumée et en bon état que sur les tronçons Mamfé - Bamenda et Bafoussam - Manki (département du Noun). 